# Festival di Berlino 2017

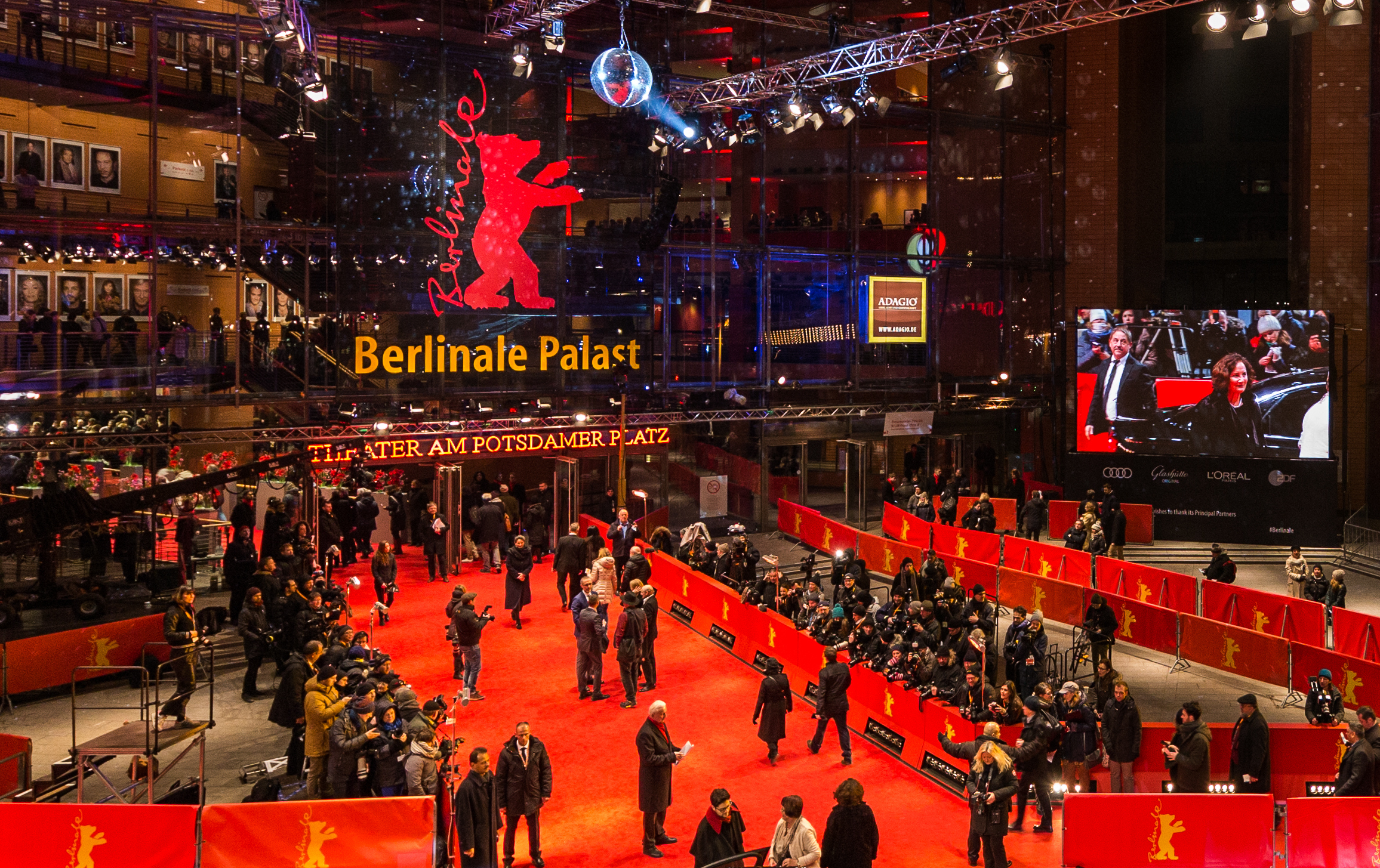
Il red carpet davanti al Berlinale Palast.

La 67ª edizione del Festival internazionale del cinema di Berlino si è svolta a Berlino dal 9 al 19 febbraio 2017, con il Theater am Potsdamer Platz come sede principale. Direttore del festival è stato per il sedicesimo anno Dieter Kosslick.
L'Orso d'oro è stato assegnato al film ungherese Corpo e anima di Ildikó Enyedi.
L'Orso d'oro alla carriera è stato assegnato alla costumista Milena Canonero, alla quale è stata dedicata la sezione "Homage", mentre la Berlinale Kamera è stata assegnata alla produttrice e distributrice Nansun Shi, al critico cinematografico e scrittore Samir Farid e all'attore Geoffrey Rush.
Per la prima volta in questa edizione un’apposita giuria internazionale ha assegnato il premio per il miglior documentario.
Il festival è stato aperto dal film in concorso Django di Étienne Comar.
La retrospettiva di questa edizione, intitolata "Future Imperfect. Science - Fiction - Film", è stata dedicata al cinema di fantascienza ed ha incluso i temi "Incontri con l'altro" e "Società del futuro".
Nella sezione "Berlinale Special" sono stati ricordati l'attore John Hurt e il regista Werner Nekes, scomparsi pochi giorni prima dell'inizio del festival, con la proiezione di An Englishman in New York di Richard Laxton (Teddy Award nel 2009) e del documentario Werner Nekes - Der Wandler zwischen den Bildern di Ulrike Pfeiffer.

## Giurie

### Giuria internazionale
- Paul Verhoeven, regista e sceneggiatore (Paesi Bassi) - Presidente di giuria[9]
- Dora Bouchoucha Fourati, produttrice (Tunisia)
- Olafur Eliasson, artista (Islanda)
- Maggie Gyllenhaal, attrice (Stati Uniti)
- Julia Jentsch, attrice (Germania)
- Diego Luna, attore, regista, sceneggiatore e produttore (Messico)
- Quan'an Wang, regista, sceneggiatore e produttore (Cina)

### Giuria "Opera prima"
- Mahmoud Sabbagh, regista, sceneggiatore e produttore (Arabia Saudita)[9]
- Jayro Bustamante, regista (Guatemala)
- Clotilde Courau, attrice (Francia)

### Giuria "Documentari"
- Daniela Michel, critica cinematografica e fondatrice del Festival Internacional de Cine de Morelia (Messico)[9]
- Laura Poitras, regista, sceneggiatrice e produttrice (Stati Uniti)
- Samir, regista, sceneggiatore e produttore (Svizzera)

### Giuria "Cortometraggi"
- Carlos Núñez, produttore e direttore artistico del Festival internazionale del cinema di Santiago (Cile)[9]
- Kimberly Drew, scrittrice e social media manager (Stati Uniti)
- Christian Jankowski, artista multimediale (Germania)

### Giurie "Generation"

#### Kinderjury/Jugendjury
Gli Orsi di cristallo sono stati assegnati da due giurie nazionali, la Kinderjury per la sezione "Kplus" e la Jugendjury per la sezione "14plus", composte rispettivamente da undici membri di 11-14 anni e sette membri di 14-18 anni selezionati dalla direzione del festival attraverso questionari inviati l'anno precedente.

#### Giurie internazionali
Nelle sezioni "Kplus" e  "14plus", il Grand Prix e lo Special Prize sono stati assegnati da due giurie internazionali composte, rispettivamente, dal regista e sceneggiatore Benjamin Cantu (Ungheria), la regista e sceneggiatrice Jennifer Reeder (Stati Uniti) e il regista Roberto Doveris (Cile), e dalla produttrice e educatrice Aneta Ozorek (Polonia), la regista Yoon Ga-eun (Corea del Sud) e il produttore Fabian Gasmia (Germania).

## Selezione ufficiale

### In concorso
- L'altro volto della speranza (Toivon tuolla puolen), regia di Aki Kaurismäki (Finlandia, Germania)
- Ana, mon amour, regia di Peter Călin Netzer (Romania, Germania, Francia)
- Bam-ui haebyeon-eseo honja, regia di Hong Sang-soo (Corea del Sud)
- Beuys, regia di Andres Veiel (Germania)
- Colo, regia di Teresa Villaverde (Portogallo, Francia)
- Corpo e anima (Testről és lélekről), regia di Ildikó Enyedi (Ungheria)
- The Dinner, regia di Oren Moverman (USA)
- Django, regia di Étienne Comar (Francia)
- Una donna fantastica (Una mujer fantástica), regia di Sebastián Lelio (Cile, USA, Germania, Spagna)
- Félicité, regia di Alain Gomis (Francia, Senegal, Belgio, Germania, Libano)
- Hao ji le, regia di Liu Jian (Cina)
- Helle Nächte, regia di Thomas Arslan (Germania, Norvegia)
- Joaquim, regia di Marcelo Gomes (Brasile, Portogallo)
- The Party, regia di Sally Potter (Regno Unito)
- Pokot, regia di Agnieszka Holland (Polonia, Germania, Repubblica Ceca, Svezia, Slovacchia)
- Rückkehr nach Montauk, regia di Volker Schlöndorff (Germania, Francia, Irlanda)
- Mr. Long (Ryu san), regia di Sabu (Giappone, Hong Kong, Cina, Taiwan, Germania)
- Wilde Maus, regia di Josef Hader (Austria)

### Fuori concorso
- El bar, regia di Álex de la Iglesia (Spagna)
- Final Portrait - L'arte di essere amici (Final Portrait), regia di Stanley Tucci (Regno Unito, Francia)
- Logan: The Wolverine (Logan), regia di James Mangold (USA)
- Il palazzo del Viceré (Viceroy's House), regia di Gurinder Chadha (India, Regno Unito)
- Quello che so di lei (Sage femme), regia di Martin Provost (Francia, Belgio)
- T2 Trainspotting, regia di Danny Boyle (Regno Unito)

### Cortometraggi
- Avant l'envol, regia di Laurence Bonvin (Svizzera)
- The Boy from H2, regia di Helen Yanovsky (Israele, Palestina)
- Call of Cuteness, regia di Brenda Lien (Germania)
- Centauro, regia di Nicolás Suárez (Argentina)
- Coup de Grâce, regia di Salomé Lamas (Portogallo)
- The Crying Conch, regia di Vincent Toi (Canada)
- Ensueño en la Pradera, regia di Esteban Arrangoiz Julien (Messico)
- Estás Vendo Coisas, regia di Bárbara Wagner e Benjamin de Burca (Brasile)
- Everything, regia di David OReilly (USA, Irlanda)
- Le film de l'été, regia di Emmanuel Marre (Francia, Belgio)
- Fishing Is Not Done On Tuesdays, regia di Lukas Marxt e Marcel Odenbach (Germania, Austria)
- Fuera de Temporada, regia di Sabrina Campos (Argentina)
- High Cities of Bone, regia di João Salaviza (Portogallo)
- Hiwa, regia di Jacqueline Lentzou (Grecia)
- Keep That Dream Burning, regia di Rainer Kohlberger (Austria, Germania)
- Kometen, regia di Victor Lindgren (Svezia)
- Martin pleure, regia di Jonathan Vinel (Francia)
- Miss Holocaust, regia di Michalina Musielak (Polonia, Germania)
- Monangambé, regia di Sarah Maldoror (Algeria)
- Oh Brother Octopus, regia di Florian Kunert (Germania)
- Os Humores Artificiais, regia di Gabriel Abrantes (Portogallo)
- The Rabbit Hunt, regia di Patrick Bresnan (USA, Ungheria)
- Small Town, regia di Diogo Costa Amarante (Portogallo)
- Street of Death, regia di Karam Ghossein (Libano, Germania)

### Berlinale Special
- 4 Blocks, regia di Marvin Kren (Germania)
- An Englishman in New York, regia di Richard Laxton (Regno Unito)
- The Bomb, regia di Kevin Ford, Smriti Keshari e Eric Schlosser (USA)
- Close Up (Nema-ye Nazdik), regia di Abbas Kiarostami (Iran)
- Es war einmal in Deutschland..., regia di Sam Garbarski (Germania, Lussemburgo, Belgio)
- Gidseltagningen, regia di Kasper Barfoed (Danimarca, Germania)
- Il giovane Karl Marx (Le jeune Karl Marx), regia di Raoul Peck (Francia, Germania, Belgio)
- In Zeiten des abnehmenden Lichts, regia di Matti Geschonneck (Germania)
- La libertad del diablo, regia di Everardo González (Messico)
- Civiltà perduta (The Lost City of Z), regia di James Gray (USA, Irlanda)
- Masaryk, regia di Julius Sevcík (Repubblica Ceca, Slovacchia)
- Maudie - Una vita a colori (Maudie), regia di Aisling Walsh (Canada, Irlanda)
- Otto ore non sono un giorno (Acht Stunden sind kein Tag), regia di Rainer Werner Fassbinder (Germania Ovest)
- Patriot, regia di Steve Conrad (USA, Repubblica Ceca)
- La reina de España, regia di Fernando Trueba (Spagna)
- The Same Sky, regia di Oliver Hirschbiegel (Germania, Repubblica Ceca)
- SS-GB, regia di Philipp Kadelbach (Regno Unito)
- The Trial: The State of Russia vs Oleg Sentsov, regia di Askold Kurov (Estonia, Polonia, Repubblica Ceca)
- Últimos días en La Habana, regia di Fernando Pérez (Cuba, Spagna)
- Werner Nekes - Der Wandler zwischen den Bildern, regia di Ulrike Pfeiffer (Germania)

### Panorama
- 1945, regia di Ferenc Török (Ungheria)
- Belinda, regia di Marie Dumora (Francia)
- Berlin Syndrome - In ostaggio (Berlin Syndrome), regia di Cate Shortland (Australia)
- Bing Lang Xue, regia di Hu Jia (Hong Kong, Cina)
- Bis daß der Tod euch scheidet, regia di Heiner Carow (Germania Est)
- Bones of Contention, regia di Andrea Weiss (USA)
- Casting JonBenet, regia di Kitty Green (USA, Australia)
- Centaur, regia di Aktan Arym Kubat (Kirghizistan, Francia, Germania, Paesi Bassi)
- Chavela, regia di Catherine Gund e Daresha Kyi (USA)
- Chiamami col tuo nome (Call Me by Your Name), regia di Luca Guadagnino (Italia, Francia)
- Ciao Ciao, regia di Song Chuan (Francia, Cina)
- Close-Knit (Karera ga honki de amu toki wa), regia di Naoko Ogigami (Giappone)
- Combat au bout de la nuit, regia di Sylvain L'Espérance (Canada)
- Como Nossos Pais, regia di Laís Bodanzky (Brasile)
- Discreet, regia di Travis Mathews (USA)
- Dream Boat, regia di Tristan Milewski (Germania)
- Erase and Forget, regia di Andrea Luka Zimmerman (Regno Unito)
- Fluidø, regia di Shu Lea Cheang (Germania)
- Fra balkongen, regia di Ole Giæver (Norvegia)
- Fünf Sterne, regia di Annekatrin Hendel (Germania)
- Ghost Hunting, regia di Raed Andoni (Francia, Palestina, Svizzera, Qatar)
- Headbang Lullaby, regia di Hicham Lasri (Marocco, Francia, Qatar, Libano)
- Honeygiver Among the Dogs, regia di Dechen Roder (Bhutan)
- Hostages, regia di Rezo Gigineishvili (Russia, Georgia, Polonia)
- I Am Not Your Negro, regia di Raoul Peck (Francia, USA, Belgio Svizzera)
- If I Think of Germany at Night, regia di Romuald Karmakar (Germania)
- Inflame, regia di Ceylan Ozgun Ozcelik (Turchia)
- Insyriated, regia di Philippe Van Leeuw (Belgio, Francia, Libano)
- Die Jungfrauen Maschine, regia di Monika Treut (Germania Ovest)
- Kong shan yi ke, regia di Heng Yang (Cina)
- La scelta del re, regia di Erik Poppe (Norvegia, Svezia, Danimarca, Irlanda)
- Mein wunderbares West-Berlin, regia di Jochen Hick (Germania)
- The Misandrists, regia di Bruce LaBruce (Germania)
- No Intenso Agora, regia di João Moreira Salles (Brasile)
- One Thousand Ropes, regia di Tusi Tamasese (Nuova Zelanda)
- El Pacto de Adriana, regia di Lissette Orozco (Cile)
- Pendular, regia di Júlia Murat (Brasile, Argentina, Francia)
- Pelle (Pieles), regia di Eduardo Casanova (Spagna)
- Política, manual de instrucciones, regia di Fernando León de Aranoa (Spagna)
- Rekvijem za gospodju J, regia di Bojan Vuletic (Serbia, Bulgaria, Macedonia, Russia, Francia)
- Revolution of Sound. Tangerine Dream, regia di Margarete Kreuzer (Germania)
- Ri Chang Dui Hua, regia di Hui-Chen Huang (Taiwan)
- Strong Island, regia di Yance Ford (USA, Danimarca)
- Tahqiq fel djenna, regia di Merzak Allouache (Francia, Algeria)
- Tania Libre, regia di Lynn Hershman-Leeson (USA, Germania)
- La terra di Dio - God's Own Country (God's Own Country), regia di Francis Lee (Regno Unito)
- Tiger Girl, regia di Jakob Lass (Germania)
- Untitled, regia di Michael Glawogger e Monika Willi (Austria, Germania)
- Vaya, regia di Akin Omotoso (Sudafrica)
- Vazante, regia di Daniela Thomas (Brasile, Portogallo)
- Vênus - Filó a fadinha lésbica, regia di Sávio Leite (Brasile)
- Koga denot nemaše ime, regia di Teona Strugar Mitevska (Macedonia, Belgio, Slovenia)
- The Wound, regia di John Trengove (Sudafrica, Germania, Francia, Paesi Bassi)

### Forum
- 2+2=22 (The Alphabet), regia di Heinz Emigholz (Germania)
- Adiós entusiasmo, regia di Vladimir Durán (Argentina, Colombia)
- Al-'Awdah li Agadir, regia di Mohamed Afifi (Marocco)
- Al-Boraq, regia di Abdelmajid R'chich (Marocco)
- Al-Manabe' al-Arba'a, regia di Ahmed Bouanani (Marocco)
- Al-Sarab, regia di Ahmed Bouanani (Marocco)
- Alyam, Alyam, regia di Ahmed El Maanouni (Marocco)
- At elske Pia, regia di Daniel Borgman (Danimarca)
- Autumn, Autumn, regia di Woo-jin Jang (Corea del Sud)
- Barrage, regia di Laura Schroeder (Lussemburgo, Belgio, Francia)
- Bickels (Socialism), regia di Heinz Emigholz (Germania, Israele)
- Casa Roshell, regia di Camila José Donoso (Messico, Cile)
- Casting, regia di Nicolas Wackerbarth (Germania)
- Chemi Bednieri Ojakhi, regia di Nana Ekvtimishvili e Simon Groß (Germania, Georgia, Francia)
- Choihui jeungin, regia di Doo-yong Lee (Corea del Sud)
- Cuatreros, regia di Albertina Carri (Argentina)
- Dayveon, regia di Amman Abbasi (USA)
- Dieste (Uruguay), regia di Heinz Emigholz (Germania)
- Drôles d'oiseaux, regia di Elise Girard (Francia)
- For Ahkeem, regia di Jeremy S. Levine e Landon Van Soest (USA)
- From a Year of Non-Events, regia di René Frölke e Ann Carolin Renninger (Germania)
- Golden Exits, regia di Alex Ross Perry (USA)
- Green River. The Time of the Yakurunas, regia di Diego E. Sarmiento Pagan e Álvaro Sarmiento (Perù)
- Hallaq Darb al-Fuqara', regia di Mohamed Reggab (Marocco)
- Jassad gharib, regia di Raja Amari (Tunisia, Francia)
- Loktak Lairembee, regia di Haobam Paban Kumar (India)
- Maman Colonelle, regia di Dieudo Hamadi (Repubblica Democratica del Congo, Francia)
- El mar la mar, regia di Joshua Bonnetta e J.P. Sniadecki (USA)
- El mar nos mira de lejos, regia di Manuel Muñoz Rivas (Spagna, Paesi Bassi)
- Men Lahm wa Salb, regia di Mohamed Afifi (Marocco)
- Menashe, regia di Joshua Z Weinstein (USA, Israele)
- Mittsu no hikari, regia di Kôki Yoshida (Giappone)
- Mon Rot Fai, regia di Sompot Chidgasornpongse (Thailandia)
- Motherland, regia di Ramona S. Diaz (USA, Filippine)
- Motza El Hayam, regia di Daniel Mann (Israele, Francia)
- Mzis kalaki, regia di Rat'i Oneli (Georgia, USA, Paesi Bassi, Qatar)
- Newton, regia di Amit Masurkar (India)
- Obaltan, regia di Hyun-mok Yoo (Corea del Sud)
- Obour al bab assabea, regia di Ali Essafi (Marocco)
- Occidental, regia di Neïl Beloufa (Francia)
- Offene Wunde deutscher Film, regia di Dominik Graf e Johannes Sievert (Germania)
- Org, regia di Fernando Birri (Italia, Argentina)
- Qiu, regia di Ma Li (Cina)
- Rifle, regia di Davi Pretto (Brasile, Germania)
- Shu'our akbar min el hob, regia di Mary Jirmanus Saba (Libano)
- Sitta wa Thaniat 'Asha, regia di Ahmed Bouanani, Abdelmajid R'chich e Mohamed Abderrahman Tazi (Marocco)
- Somniloquies, regia di Lucien Castaing-Taylor e Verena Paravel (Francia, Regno Unito, USA)
- Spell Reel, regia di Filipa César (Germania, Francia, Portogallo, Guinea-Bissau)
- Streetscapes (Dialogue), regia di Heinz Emigholz (Germania)
- Tamaroz, regia di Abed Abest (Iran)
- Tarfaya Aw Masseerat Sha'er, regia di Ahmed Bouanani (Marocco)
- El teatro de la desaparición, regia di Adrián Villar Rojas (Argentina)
- Thakirah Arba'at 'Ashar, regia di Ahmed Bouanani (Marocco)
- Tiere, regia di Greg Zglinski (Svizzera, Austria, Polonia)
- Tigmi n Igren, regia di Tala Hadid (Marocco, Qatar)
- Tinselwood, regia di Marie Voignier (Francia)
- Wechma, regia di Hamid Benani (Marocco)
- Werewolf, regia di Ashley McKenzie (Canada)
- Yozora wa itsudemo saikô mitsudo no aoiro da, regia di Yûya Ishii (Giappone)

### Generation
- 1Minuutje natuur, regia di Stefanie Visjager e Katinka Baehr (Paesi Bassi)
- 7 Minutes, regia di Assaf MacHnes (Israele)
- Aaba, regia di Amar Kaushik (India)
- After the Smoke, regia di Nick Waterman (Australia)
- Almost Heaven, regia di Carol Salter (Regno Unito)
- Becoming Who I Was, regia di Chang-Yong Moon e Jin Jeon (Corea del Sud)
- Ben Niao, regia di Ji Huang e Ryuji Otsuka (Cina)
- Butterfly Kisses, regia di Rafael Kapelinski (Regno Unito)
- The Catch, regia di Holly Brace-Lavoie (Canada)
- Ceux qui font les révolutions à moitié n'ont fait que se creuser un tombeau, regia di Mathieu Denis e Simon Lavoie (Canada)
- The Dress on Her, regia di Chih Yi Wen (Taiwan)
- As Duas Irenes, regia di Fabio Meira (Brasile)
- Dziedošais Hugo un viņa neticamie piedzīvojumi, regia di Reinis Kalnaellis (Lettonia)
- Em busca da terra sem males, regia di Anna Azevedo (Brasile)
- EMO the Musical, regia di Neil Triffett (Australia)
- Engiteng' Narok Lukunya, regia di Elizabeth Nichols (Tanzania)
- The Erlprince, regia di Kuba Czekaj (Polonia)
- Estate 1993 (Estiu 1993), regia di Carla Simon Pipó (Spagna)
- Freak Show, regia di Trudie Styler (USA)
- Die Häschenschule: Jagd nach dem goldenen Ei, regia di Ute von Münchow-Pohl (Germania)
- Hedgehog's Home, regia di Eva Cvijanovic (Canada, Croazia)
- In a Nutshell, regia di Fabio Friedli (Svizzera)
- The Inland Road, regia di Jackie van Beek (Nuova Zelanda)
- Jazzoo, regia di Adam Marko-Nord (Svezia)
- The Jungle Knows You Better Than You Do, regia di Juanita Onzaga (Belgio, Colombia)
- Der kleine Vogel und die Raupe, regia di Lena von Döhren (Svizzera)
- Libélula, regia di Jose Pablo Escamilla (Messico)
- Li.le, regia di Natia Nikolashvili (Georgia)
- Loving Lorna, regia di Annika Karlsson e Jessica Karlsson (Svezia)
- Min Homosyster, regia di Lia Hietala (Svezia, Norvegia)
- Moloko, regia di Daria Vlasova (Russia, Lituania)
- Morning Cowboy, regia di Fernando Pomares (Spagna)
- Mulher do Pai, regia di Cristiane Oliveira (Brasile, Uruguay)
- My Entire High School Sinking Into the Sea, regia di Dash Shaw (USA)
- Não Devore Meu Coração, regia di Felipe Bragança (Brasile, Paesi Bassi, Francia)
- Odd Er Et Egg, regia di Kristin Ulseth (Norvegia, Portogallo)
- On the Road, regia di Michael Winterbottom (Regno Unito)
- Oskars Amerika, regia di Torfinn Iversen (Norvegia, Svezia)
- Piata lod, regia di Iveta Grofova (Slovacchia, Repubblica Ceca)
- Poi E, regia di Te Arepa Kahi (Nuova Zelanda)
- La prima sueca, regia di Inés María Barrionuevo e Agustina San Martín (Argentina)
- Primero enero, regia di Darío Mascambroni (Argentina)
- Promise, regia di Xie Tian (USA)
- Red Dog: True Blue, regia di Kriv Stenders (Australia)
- Richard the Stork, regia di Toby Genkel e Reza Memari (Germania, Belgio, Lussemburgo, Norvegia)
- Shi Tou, regia di Xiang Zhao (Cina)
- Shkola nomer 3, regia di Yelizaveta Smith e Georg Genoux (Ucraina, Germania)
- Snip, regia di Terril Calder (Canada)
- Sabaku, regia di Marlies van der Wel (Paesi Bassi)
- Sirens, regia di Emmanuel Trousse (Principato di Monaco)
- Smashed, regia di Sean Lahiff (Australia)
- Soldado, regia di Manuel Abramovich (Argentina)
- Terrain de jeux, regia di Maxence Lemonnier (Francia)
- Tesoros, regia di María Novaro (Messico)
- Uilenbal, regia di Simone van Dusseldorp (Paesi Bassi)
- U Plavetnilo, regia di Antoneta Alamat Kusijanović (Croazia, Slovenia, Svezia)
- Upp i det blå, regia di Petter Lennstrand (Svezia)
- Il viaggio di Amelie (Amelie rennt), regia di Tobias Wiemann (Germania, Italia)
- Vulkánsziget, regia di Anna Katalin Lovrity (Ungheria)
- Wallay, regia di Berni Goldblat (Francia, Burkina Faso, Qatar)
- Weirdos, regia di Bruce McDonald (Canada)
- White Riot: London, regia di Rubika Shah (Regno Unito)
- Wolfe, regia di Claire Randall (Australia)
- Xalé Bu Rérr, regia di Abdou Khadir Ndiaye (Senegal)

### Perspektive Deutsches Kino
- Back for Good, regia di Mia Spengler (Germania)
- Die Beste Aller Welten, regia di Adrian Goiginger (Germania, Austria)
- Ein Weg, regia di Chris Miera (Germania)
- Eisenkopf, regia di Tian Dong (Germania)
- Final Stage, regia di Nicolaas Schmidt (Germania)
- Gabi, regia di Michael Fetter Nathansky (Germania)
- Könige der Welt, regia di Christian von Brockhausen e Timo Großpietsch (Germania)
- Kontener, regia di Sebastian Lang (Germania)
- Mikel, regia di Cavo Kernich (Germania)
- Millennials, regia di Jana Bürgelin (Germania)
- Raving Iran, regia di Sue Meures (Svizzera)
- Selbstkritik eines buergerlichen Hundes, regia di Julian Radlmaier (Germania)
- Siebzehn, regia di Monja Art (Austria)
- Tara, regia di Felicitas Sonnvilla (Germania)
- Die Tochter, regia di Mascha Schilinski (Germania)
- Zwischen den Jahren, regia di Lars Henning (Germania)

### Retrospettiva
- 2022: i sopravvissuti (Soylent Green), regia di Richard Fleischer (USA)
- Algol - Tragödie der Macht, regia di Hans Werckmeister (Germania)
- Alien, regia di Ridley Scott (Regno Unito, USA)
- Attacco alla base spaziale U.S. (Gog), regia di Herbert L. Strock (USA)
- Blade Runner, regia di Ridley Scott (USA, Hong Kong, Regno Unito)
- Dark City, regia di Alex Proyas (Australia, USA)
- Eolomea, regia di Herrmann Zschoche (Germania Est, Unione Sovietica, Bulgaria)
- Ghost in the Shell (Kôkaku Kidôta), regia di Mamoru Oshii (Giappone)
- La guerra dei mondi (The War of the Worlds), regia di Byron Haskin (USA)
- L'astronave (Himmelskibet), regia di Holger-Madsen (Danimarca)
- Hyakunengo no aru hi, regia di Shigeji Ogino (Giappone)
- Ikarie XB 1, regia di Jindřich Polák (Cecoslovacchia)
- Incontri ravvicinati del terzo tipo (Close Encounters of the Third Kind), regia di Steven Spielberg (USA)
- L'invasione degli ultracorpi (Invasion of the Body Snatchers), regia di Don Siegel (USA)
- Kamikaze 1989, regia di Wolf Gremm (Germania Ovest)
- Il mondo sul filo (Welt am Draht), regia di Rainer Werner Fassbinder (Germania Ovest)
- Nel 2000 non sorge il sole (1984), regia di Michael Anderson (Regno Unito, USA)
- O-bi, O-ba - Koniec cywilizacji, regia di Piotr Szulkin (Polonia)
- Operazione diabolica (Seconds), regia di John Frankenheimer (USA)
- Quell'ultimo giorno (Pisma myortvogo cheloveka), regia di Konstantin Lopushanskiy (Unione Sovietica)
- Il quinto elemento (Le cinquième élément), regia di Luc Besson (Francia)
- Ropáci, regia di Jan Svěrák (Cecoslovacchia)
- Strange Days, regia di Kathryn Bigelow (USA)
- Sul globo d'argento (Na srebrnym globie), regia di Andrzej Żuławski (Polonia)
- Test pilota Pirxa, regia di Marek Piestrak (Polonia, Unione Sovietica)
- Le tunnel, regia di Curtis Bernhardt (Francia, Germania)
- Uchûjin Tôkyô ni arawaru, regia di Kôji Shima (Giappone)
- L'ultima spiaggia (On the Beach), regia di Stanley Kramer (USA)
- L'uomo che fuggì dal futuro (THX 1138), regia di George Lucas (USA)

### Homage
- Arancia meccanica (A Clockwork Orange), regia di Stanley Kubrick (Regno Unito, USA)
- Barry Lyndon, regia di Stanley Kubrick (Regno Unito, USA, Irlanda)
- Cotton Club (The Cotton Club), regia di Francis Ford Coppola (USA)
- Dick Tracy, regia di Warren Beatty (USA)
- Grand Budapest Hotel (The Grand Budapest Hotel), regia di Wes Anderson (USA, Germania)
- Marie Antoinette, regia di Sofia Coppola (USA, Francia, Giappone)
- La mia Africa (Out of Africa), regia di Sydney Pollack (USA, Regno Unito)
- Momenti di gloria (Chariots of Fire), regia di Hugh Hudson (Regno Unito
- Il padrino - Parte III (The Godfather: Part III), regia di Francis Ford Coppola (USA)
- Shining (The Shining), regia di Stanley Kubrick (Regno Unito, USA)

### Berlinale Classics
- Asfalto nero (Schwarzer Kies), regia di Helmut Käutner (Germania Ovest)
- Avanti popolo, regia di Rafi Bukai (Israele)
- Canoa, regia di Felipe Cazals (Messico)
- Io e Annie (Annie Hall), regia di Woody Allen (USA)
- Maurice, regia di James Ivory (Regno Unito)
- La notte dei morti viventi (Night of the Living Dead), regia di George A. Romero (USA)
- Terminator 2 - Il giorno del giudizio (Terminator 2: Judgment Day), regia di James Cameron (USA, Francia) - Prima mondiale della versione restaurata in 3-D[10]

### Culinary Cinema
- André, regia di Mark Tchelistcheff (USA, Russia, Regno Unito, Italia, Francia)
- Atlantic, regia di Risteard O'Domhnaill (Irlanda, Canada, Norvegia)
- At the Fork, regia di John Papola (USA)
- Boone, regia di Christopher LaMarca (USA)
- Chef's Table (episodio Jeong Kwan), regia di David Gelb (USA)
- Chef's Table (episodio Tim Raue), regia di Abigail Fuller (USA)
- Hand.Line.Cod, regia di Justin Simms (Canada)
- Look & See: A Portrait of Wendell Berry, regia di Laura Dunn (USA)
- Monsieur Mayonnaise, regia di Trevor Graham (Australia, Germania, Francia, USA)
- Schumanns Bargespräche, regia di Marieke Schroeder (Germania)
- Soul, regia di Ángel Parra e José Antonio Blanco (Spagna)
- Theater of Life, regia di Peter Svatek (Canada)

### NATIVe - A Journey into Indigenous Cinema
- 24 Snow, regia di Mikhail Barynin (Russia)
- Angry Inuk, regia di Alethea Arnaquq-Baril (Canada)
- Half & half, regia di Aka Hansen (Danimarca, Groenlandia)
- Johogoi Aiyy, regia di Sergei Potapov (Russia)
- Jumalan morsian, regia di Anastasia Lapsui e Markku Lehmuskallio (Finlandia)
- Kniga Tundry. Povest' o Vukvukaye - malen'kom kamne, regia di Aleksei Vakhrushev (Russia)
- Kuun metsän Kaisa, regia di Katja Gauriloff (Finlandia)
- Maliglutit, regia di Zacharias Kunuk (Canada)
- Nowhere Land, regia di Bonnie Ammaq (Canada)
- Ogo Kuyuurduu Turara, regia di Prokopyi Nogovitsyn (Russia)
- Rebel, regia di Elle-Máijá Tailfeathers (Canada, Norvegia)
- Sameblod, regia di Amanda Kernell (Svezia, Norvegia, Danimarca)
- Sámi Boddu, regia di Ken Are Bongo (Norvegia)
- Seitsemän laulua tundralta, regia di Anastasia Lapsui e Markku Lehmuskallio (Finlandia)
- Seven Sins: Sloth, regia di Alethea Arnaquq-Baril (Canada)
- Sikumi, regia di Andrew Okpeaha MacLean (USA)
- Sumé: Mumisitsinerup nipaa, regia di Inuk Silis Hoegh (Groenlandia, Danimarca, Norvegia)
- Tungijuq, regia di Félix Lajeunesse e Paul Raphaël (Canada)
- Vor dem Schnee, regia di Christian Vagt (Germania)

## Premi

### Premi della giuria internazionale

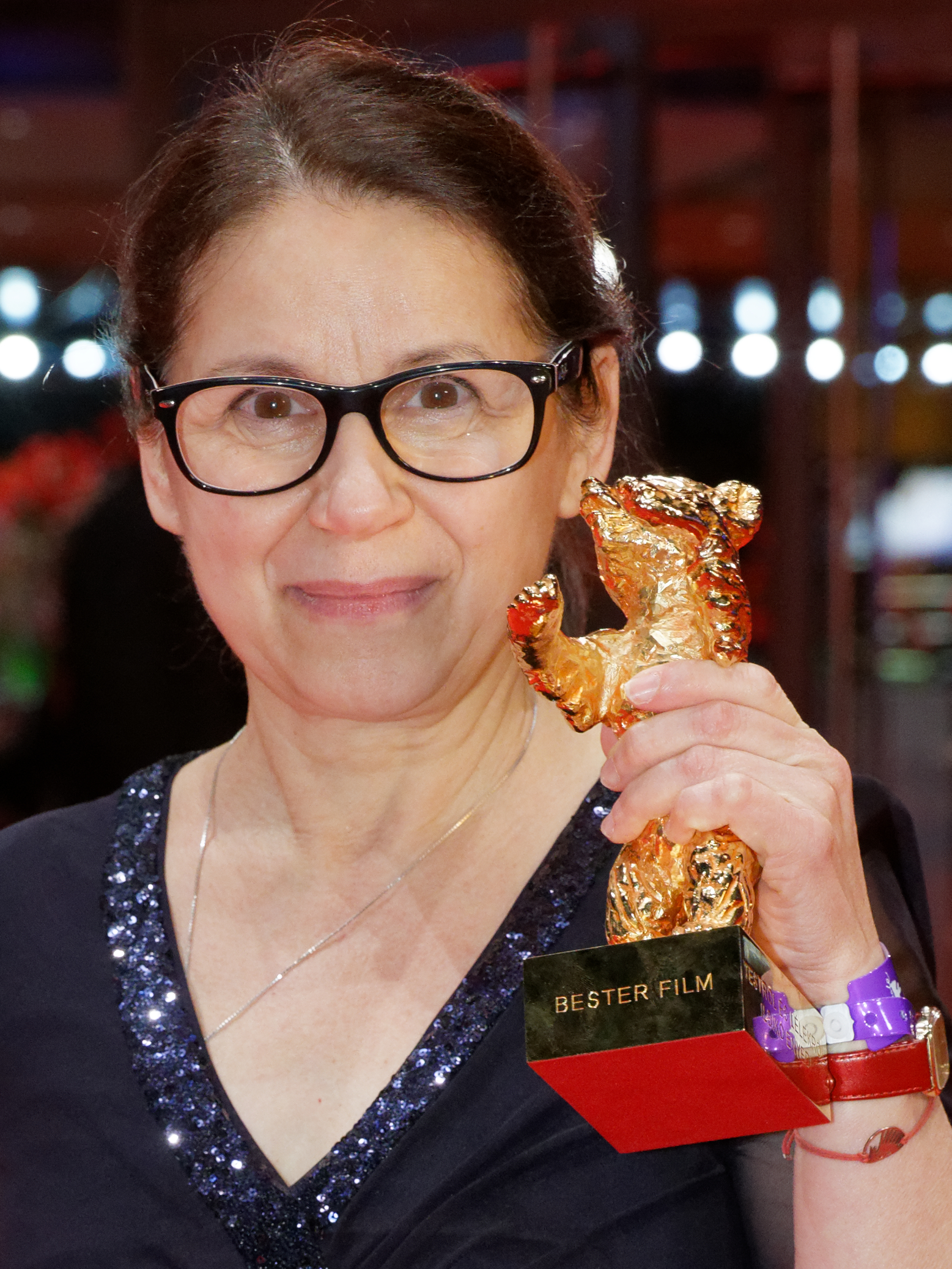
La vincitrice dell'Orso d'oro Ildikó Enyedi

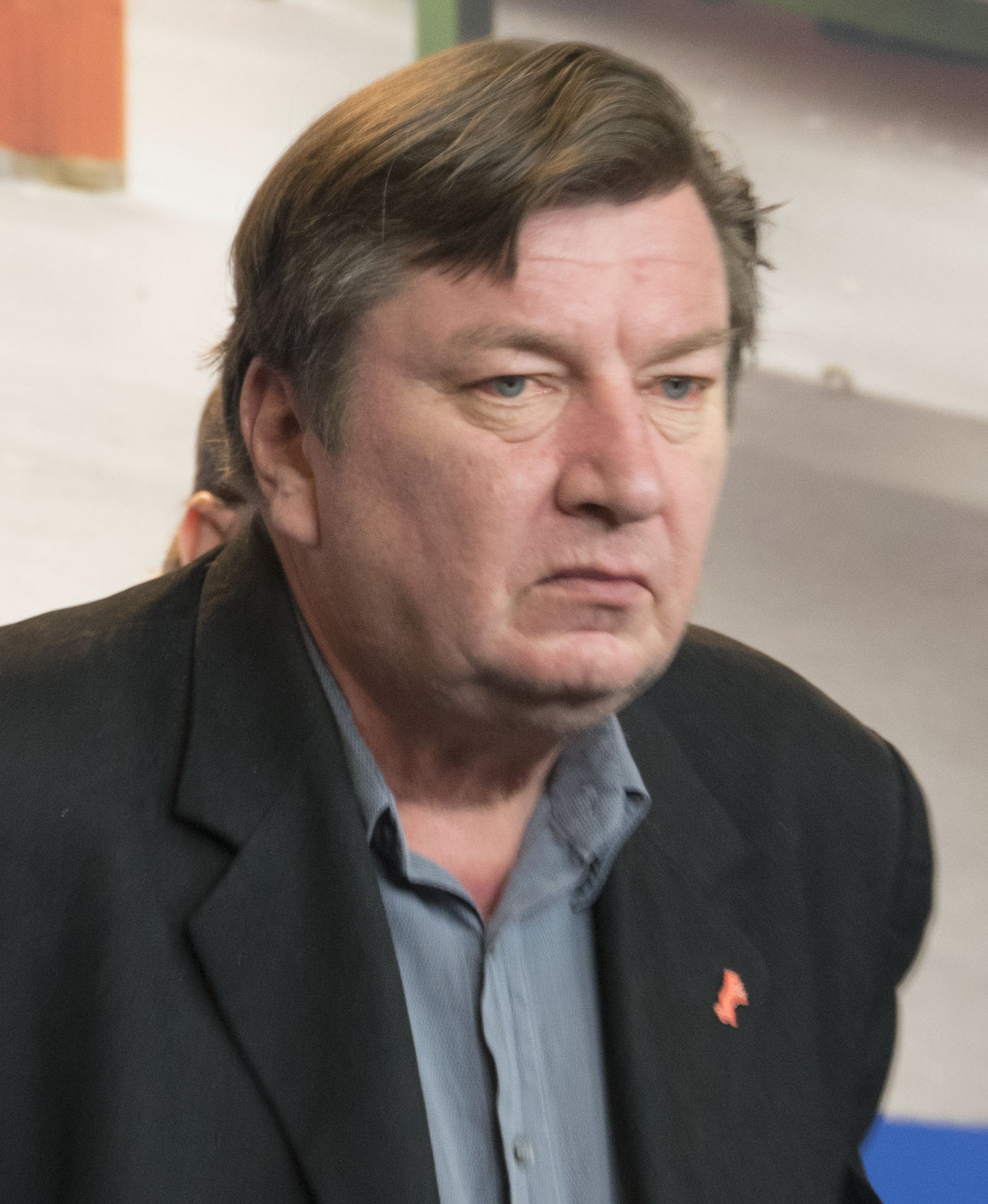
Aki Kaurismäki, miglior regista per L'altro volto della speranza

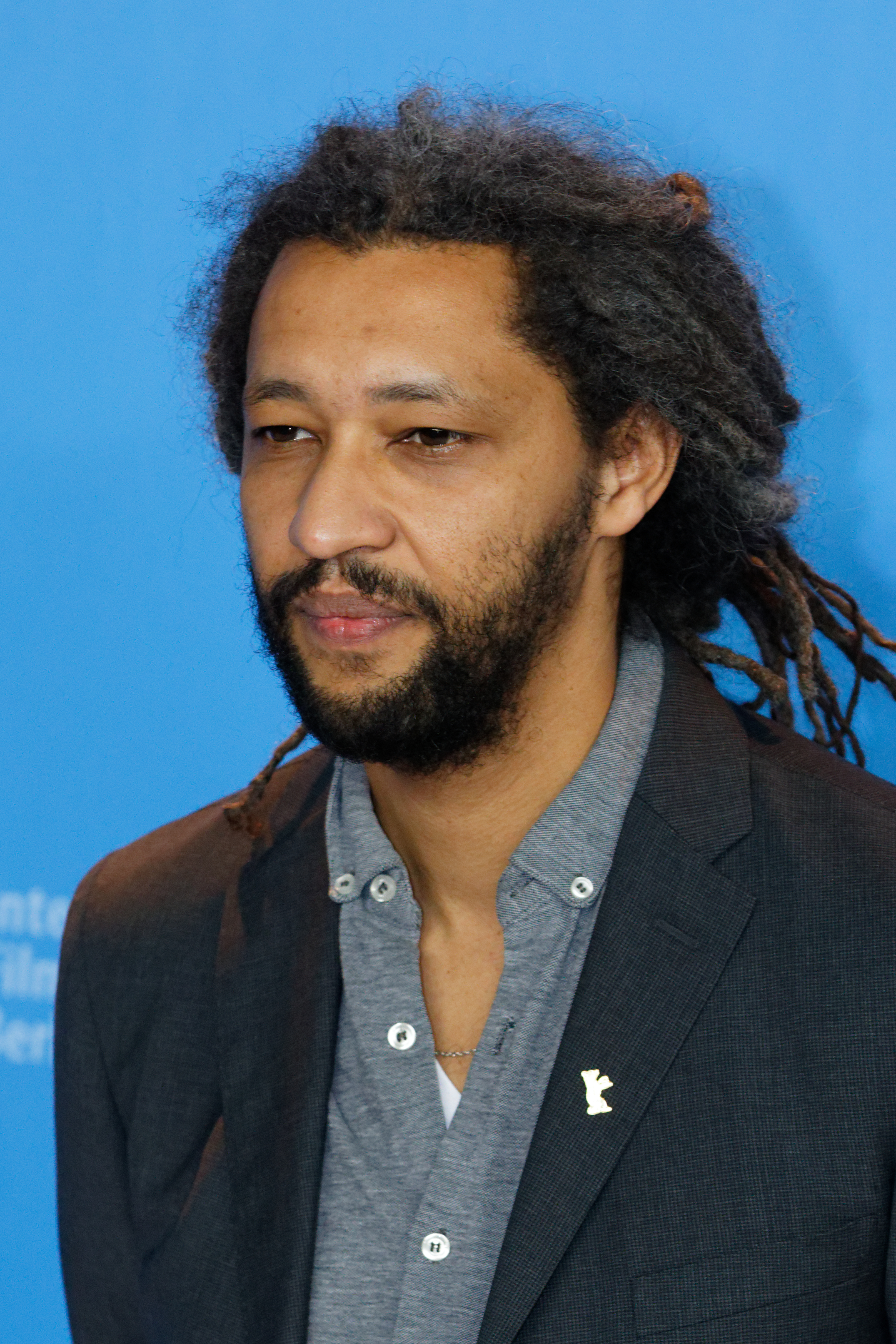
Il regista Alain Gomis, vincitore del gran premio della giuria per Félicité

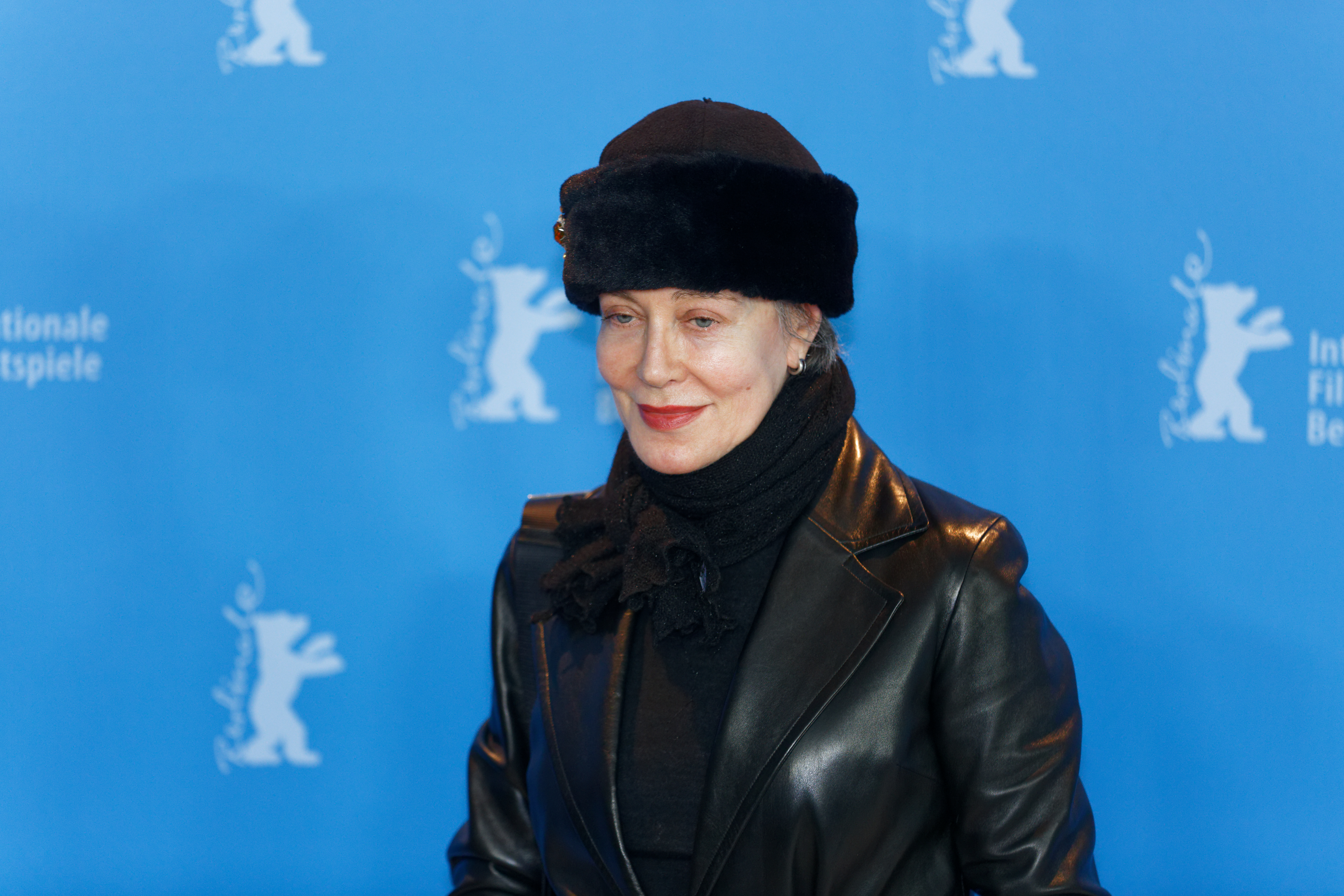
La costumista Milena Canonero, Orso d'oro alla carriera

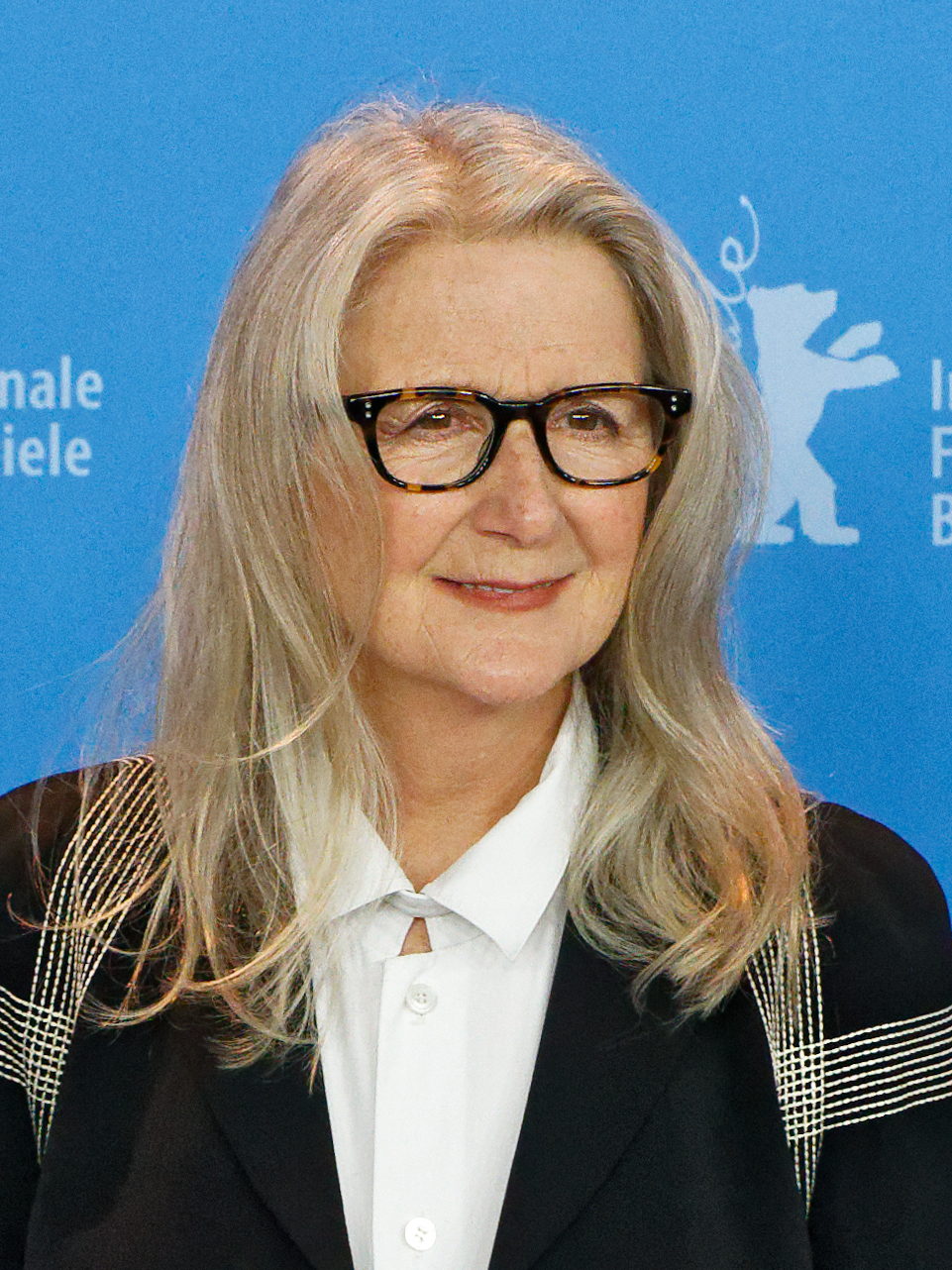
La regista Sally Potter, vincitrice del Guild Film Prize per The Party

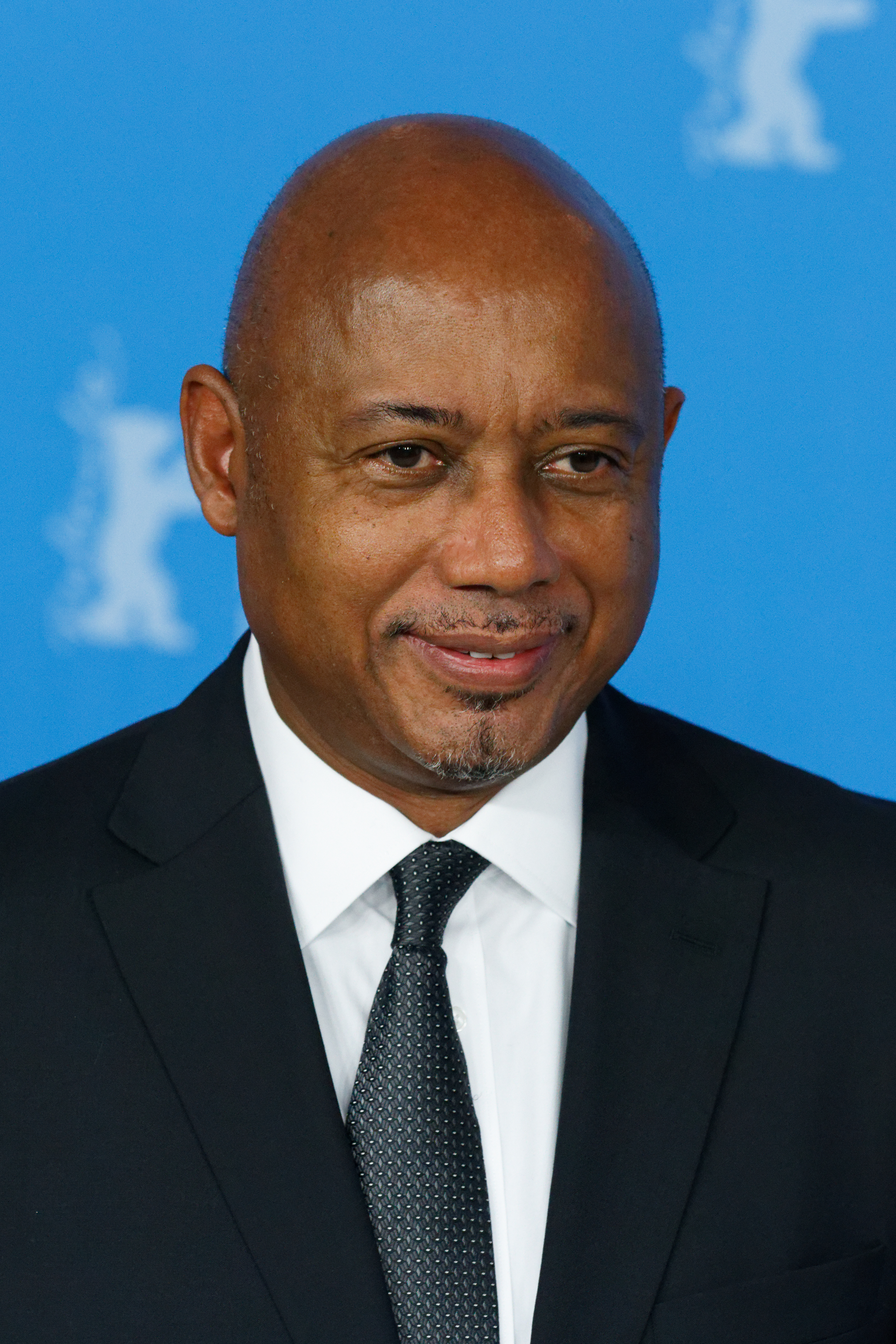
Il regista Raoul Peck, vincitore del premio del pubblico per I Am Not Your Negro

- Orso d'oro per il miglior film: Corpo e anima di Ildikó Enyedi
- Orso d'argento per il miglior regista: Aki Kaurismäki per L'altro volto della speranza
- Orso d'argento per la migliore attrice: Kim Min-hee per Bam-ui haebyeon-eseo honja
- Orso d'argento per il miglior attore: Georg Friedrich per Helle Nächte
- Orso d'argento per la migliore sceneggiatura: Sebastián Lelio e Gonzalo Maza per Una donna fantastica
- Orso d'argento per il miglior contributo artistico: Dana Bunescu per il montaggio di Ana, mon amour
- Orso d'argento, gran premio della giuria: Félicité di Alain Gomis
- Premio Alfred Bauer: Pokot di Agnieszka Holland

### Premi onorari
- Orso d'oro alla carriera: Milena Canonero
- Berlinale Kamera: Nansun Shi, Geoffrey Rush, Samir Farid

### Premi della giuria "Opera prima"
- Miglior opera prima: Estate 1993 (Estiu 1993) di Carla Simon Pipó

### Premi della giuria "Documentari"
- Miglior documentario: Ghost Hunting di Raed Andoni

### Premi della giuria "Cortometraggi"
- Orso d'oro per il miglior cortometraggio: Small Town di Diogo Costa Amarante
- Orso d'argento, premio della giuria (cortometraggi): Ensueño en la Pradera di Esteban Arrangoiz Julien
- Berlin Short Film Nominee for the European Film Awards: Os Humores Artificiais di Gabriel Abrantes
- Audi Short Film Award: Street of Death di Karam Ghossein
- Menzione speciale: Centauro di Nicolás Suárez

### Premi delle giurie "Generation"
- Children's Jury Generation Kplus
- Orso di cristallo per il miglior film: Piata lod di Iveta Grofova
- Menzione speciale: Amelie rennt di Tobias Wiemann
- Orso di cristallo per il miglior cortometraggio: Promise di Xie Tian
- Menzione speciale: Hedgehog's Home di Eva Cvijanovic

- International Jury Generation Kplus
- Grand Prix per il miglior film: ex aequo Estiu 1993 di Carla Simon Pipó e Becoming Who I Was di Chang-Yong Moon e Jin Jeon
- Special Prize per il miglior cortometraggio: Aaba di Amar Kaushik
- Menzione speciale: Sabaku di Marlies van der Wel

- Youth Jury Generation 14plus
- Orso di cristallo per il miglior film: Butterfly Kisses di Rafael Kapelinski
- Menzione speciale: Ceux qui font les révolutions à moitié n'ont fait que se creuser un tombeau di Mathieu Denis e Simon Lavoie
- Orso di cristallo per il miglior cortometraggio: Wolfe di Claire Randall
- Menzione speciale: Snip di Terril Calder

- International Jury Generation 14plus
- Grand Prix per il miglior film: Shkola nomer 3 di Yelizaveta Smith e Georg Genoux
- Menzione speciale: Ben Niao di Ji Huang e Ryuji Otsuka
- Special Prize per il miglior cortometraggio: The Jungle Knows You Better Than You Do di Juanita Onzaga
- Menzione speciale: U Plavetnilo di Antoneta Alamat Kusijanović

### Premi delle giurie indipendenti
- Guild Film Prize: The Party di Sally Potter
- Peace Film Prize: El Pacto de Adriana di Lissette Orozco
- Premio Heiner Carow: Fünf Sterne di Annekatrin Hendel
- Label Europa Cinemas: Insyriated di Philippe Van Leeuw
- Premio Caligari: El mar la mar di Joshua Bonnetta e J.P. Sniadecki
- Amnesty International Film Prize: La libertad del diablo di Everardo González
- Premio della giuria ecumenica:
  - Competizione: Corpo e anima di Ildikó Enyedi
  - Menzione speciale: Una mujer fantástica di Sebastián Lelio
  - Panorama: Tahqiq fel djenna di Merzak Allouache
  - Menzione speciale: I Am Not Your Negro di Raoul Peck
  - Forum: Maman Colonelle di Dieudo Hamadi
  - Menzione speciale: El mar la mar di Joshua Bonnetta e J.P. Sniadecki
- Premio FIPRESCI:
  - Competizione: Corpo e anima di Ildikó Enyedi
  - Panorama: Pendular di Júlia Murat
  - Forum: Shu'our akbar min el hob di Mary Jirmanus Saba
- Premio CICAE:
  - Panorama: Centaur di Aktan Arym Kubat
  - Forum: Newton di Amit Masurkar
- Teddy Award:
  - Miglior lungometraggio: Una donna fantastica di Sebastián Lelio
  - Miglior documentario: Ri Chang Dui Hua di Hui-Chen Huang
  - Miglior cortometraggio: Min Homosyster di Lia Hietala
  - Premio della giuria: Close-Knit di Naoko Ogigami
  - Premio dei lettori di Männer: La terra di Dio - God's Own Country di Francis Lee
  - Premio speciale: Monika Treut

### Premi dei lettori e del pubblico
- Premio del pubblico - Panorama:
  - Film: Insyriated di Philippe Van Leeuw
  - Documentario: I Am Not Your Negro di Raoul Peck
- Premio dei lettori del Berliner Mongerpost: Corpo e anima di Ildikó Enyedi
- Premio dei lettori del Tagesspiegel: Maman Colonelle di Dieudo Hamadi